# اختلاف الحديث (الشافعي)
كتاب اختلاف الحديث هو أحد مؤلفات الإمام محمد بن إدريس الشافعي، أحد الأئمة الأربع لأهل السنة، قام فيه ببدأ علم اختلاف الحديث، والذي هو بالتعريف: العلم الذي يبحث في الأحاديث التي ظاهرها متعارض، فيزيل تعارضها، أو يوفق بينها، كما يبحث في الأحاديث التي يشكل فهمها، أو تصورها، فيدفع إشكالها، ويوضح حقيقتها.
قام الشافعي بكتابة كتابه خشية أن يقع غير ذوي العلم بالتناقض والغلط عند قراءتهم لحديث رسول الله ﷺ حيث قال فيه: (وصفت في كتابي هذا المواضع التي غلط فيها من عجل في العلم قبل خبرته).

## مضمون الكتاب
ينقسم الكتاب إلى مقدمة وأبواب:
- المقدمة:

بدأ الشافعي كتابه بالتعريف بمكانة السنة النبوية في الإسلام، خصوصًا كونها أحد أهم مصادر التشريع الإسلامي. ويبين منهجه الأساسي في دفع التعارض: (كلما احتمل حديثان أن يُستعملا معًا استعملا معًا، ولم يُعطل واحد منهما الآخر).
ثم انتقل للاستدلال على حجية الخبر الواحد، وشرحها بعدد من الأمثلة.
أنكر على من تأول بعض الآيات القرآنية بغير دليل فقام نتيجة هذا التأويل برد أحاديث ثابتة عن رسول الله ﷺ، حتى وصل إلى موضوع الاختلاف في الأحاديث.
قام بوضع الأسس النظرية لهذا العلم، فجمع بعض القواعد التي يجب أن يرجع إليها من أراد دفع التعارض عن أقوال النبي ﷺ.
- الأبواب:

أورد الشافعي 79 بابًا، صنف فيها الأحاديث المختلفة. فكان في كل باب يروي الأحاديث أولًا ويكتب معها كامل إسنادها، ثم يبدأ بتوضيح عدم التعارض بينها. أما إن كان بعضها منسوخًا فيبدأ برواية الأحاديث المنسوخة، ويكتب بعد ذكرها بأنها كذلك، ثم يأتي بالأحاديث التي نسختها. وأما إن كانت الأحاديث لا يمكن دفع التعارض بينها فكان يقوم بترجيح أحدها على الآخر بعد رواية الأحاديث المرجوحة، ثم الراجحة، ويقول (وبهذا نأخذ) مع تبيانه سبب ترجيح لما رجح.
بدأها بباب الاختلاف من جهة المباح، ثم تابع بأبواب للصلاة، مثل باب القراءة في الصلاة وباب في التشهد وباب في الوتر وباب سجود القرآن، وتتابعت الأبواب في مواضيع شتى في الفقه، إلى أن وصل في نهايته إلى أبواب في اختلاف الحديث، بدأها بباب الخلاف في هذه الأحاديث، ثم باب المختلفات التي لا يثبت بعضها، وصولًا إلى باب المختلفات التي عليها دلالة. ولكن يُظن بأن هذا الترتيب ليس ترتيب الشافعي نفسه، بل أن هنالك من أعاد ترتيبها بعده. فنجد مثلًا باب قتل المؤمن بالكافر من الأبواب الأخيرة بين أبواب اختلاف الحديث، وكذلك باب من أعتق شركًا له في عبد.
كما ذكرنا فلم يكتفي فقط بذكر الاختلافات والجميع بينهما أو ترجيح أحدها، إنما وضع في كتابه أبوابًا يرد بها على من خالفه في طريقته في دفع التعارض بين الأحاديث.
روى الشافعي في كتابه 336 حديثًا مرفوعًا، و238 حديثًا مسندًا و98 حديثًا مجردًا.

## أهمية الكتاب
1- يُعد كتاب اختلاف الحديث لمحمد بن إدريس الشافعي أول كتاب دون في مختلف الحديث.
2- قام فيه بدفع التعارض الظاهري بين الأحاديث النبوية. والذي كان يغفل عنه الشخص العامي.
3- الوقوف على حقيقة المراد من الأحاديث.
4- وضع فيه أسسًا وقواعد لعلم اختلاف الحديث.

## منهج الشافعي في كتابه اختلاف الحديث
1- الاهتمام بإسناد الحديث: ذلك أن معرفة صحة الحديث وثبوته هو الركن الأساسي في قبول الحديث، فاجتهد الشافعي في كتابه على رواية الأحاديث بأسانيد متصلة إلى النبي ﷺ إن وجد الإسناد كاملًا. وأحيانًا يشك في الإسناد فيذكر شكوكه تلك.
2- حجية حديث الآحاد: واستدل على ذلك بجملةٍ من الأحاديث وأفعال النبي ﷺ، ومنها أنَّ رسول الله بعث بعماله واحدًا واحدًا ليعلموا الناس الدين، شرائعه، واجباته ومحرماته وحدوده وسننه، وما كان يبعث منهم إلا من هو مشهورٌ بصدقه عند من بعثه إليه.
3- الاستشهاد بالحديث الضعيف: فقد كان يستشهد في بعض المواضع بأحاديث ضعيفة عندما لا يكون هنالك بأسٌ من ذلك. ومن الأمثلة على ذلك ما أورده في باب الإسفار والتغليس بالفجر أنَّ رسول الله ﷺ قال: (أول الوقت رضوان الله).
4- تصنيف الكتاب لأبواب حسب الموضوع، مثل باب الاختلاف من جهة المباح. وباب القراءة في الصلاة.
5- لم يشمل الشافعي جميع أحاديث الاختلاف، إنما ركز على الجانب الفقهي، فتقريبًا جميع المسائل الواردة في الكتاب هي من مسائل الفقه، ويتضح ذلك من أسماء الأبواب.
6- تقديم الجمع بين الحديثين المتعارضين في الظاهر ما أمكن. فقال: (كلما احتمل حديثان أن يُستعملا معًا استعملا معًا، ولم يُعطل واحد منهما الآخر). فإن كانا ثابتين فيكون أحدهما ناسخًا والآخر منسوخًا. ولذلك الاختلاف بين الأحاديث أوجهٌ متعددة لا تستدعي التعارض، مثل اختلاف مقام ورود الحديث، واختلاف العام والخاص من المقصد من الحديث واختلاف المباح واختلاف الأمر والنهي واختلاف أداء الرواة للحديث.
7- في حال لم يكن الجمع بين الحديثين ولم يكون أحدهما ناسخًا للآخر، فذهب الشافعي لوجوب العمل بالراجح منهما دون المرجوح، فقال في كتابه: (ومنها ما لا يخلو أن يكون أحد الحديثين أشبه بمعنى كتاب الله، أو أشبه بمعنى سن النبي ﷺ، مما سوى الحديثين المختلفين، أو أشبه بالقياس، فأي الأحاديث المختلفة كان هذا فهو أولاهما عندنا أن يصار إليه).
8- الترجيح اعتمادًا على سند الحديث: وفيه يقوم بالترجيح بين الحديثين تبعًا لمن إسناده أقوى، ولذلك أوجهٌ متعددة ذكرها، منها كثرة الرواة ومنها فقه الراوي وحفظه ومنها رواية أكابر الصحابة، وغيرها من الوجوه.
9- الترجيح باعتبار متن الحديث: فيقوم بدراسة متن الحديث، فقد يجد ما يرجحه على ما يعارضه، فينظر بالأكمل لفظًا والأبين لغة (ومنه حديث الشفعة) والمزاد في لفظه (ومنه إثباته لحديث رفع اليدين عن تكبيرة الإحرام والركوع والرفع منه، على حديث من لم يثبت إلا عند تكبيرة الإحرام.

## انتقادات على الكتاب
عدم استيفاءه لكافة الأحاديث التي قد يقع في الاختلاف والتعارض الظاهري. إلا أن هذا كان من مقاصد الشافعي رحمه الله، فقد كان يأمل في هذا الكتاب جمع ما اشتهر بأنه أشكل على الناس وكذلك لتبيان الفكرة والمنهج في هذا العلم، حيث قال النووي: (وصنف فيه الشافعي، ولم يقصد استيفاءه، بل ذكر جملة ينبه بها على طريقه).

## كتب أخرى كُتبت في اختلاف الحديث
كتاب تأويل مختلف الحديث: لعبد الله بن مسلم بن قتيبة.
كتاب اختلاف الحديث: لأبي بكر زكريا بن يحيى الساجي.
كتاب تهذيب الآثار للإمام أبي جعفر محمد بن جرير الطبري.
كتاب مشكل الآثار: لأبي جعفر أحمد بن حمد بن سلامة الطحاوي.